# Леді зникає (фільм, 1938)
«Леді зникає» (англ. «The Lady Vanishes») — шпигунський фільм англійського режисера Альфреда Гічкока. Вільна екранізація роману Етель Ліни Вайт «Колесо крутиться» (1936). Передостанній фільм Гічкока, знятий до переїзду в Голлівуд.

## Сюжет
Кінець 30-тих років XX століття. Зовсім незабаром Друга світова розбурхає Європу. У потязі, який прямує в столицю Англії з міста, що знаходиться у східній частині Альп, відбувається зникнення немолодої дами. Одна молода жінка та ще один пасажир намагаються розібратися у тому, що трапилося, і докопатися до істини. Однак вони потрапляють у підступну гру.

## У ролях
- Маргарет Локвуд — Айріс Гендерсон
- Майкл Редгрейв — Гілберт
- Пол Лукас — доктор Гартц
- Мей Вітті — міс Фрой
- Сесіл Паркер — містер Тодгантер
- Лінден Треверс — «місіс» Тодгантер
- Наунтон Вейн — Колдікотт
- Бейзіл Редфорд — Чартерс
- Мері Клер — баронесса
- Еміл Борео — Борис (менеджер готелю)
- Гуджі Вїзерс — Бланш
- Саллі Стюарт — Джулі
- Филіп Ливер — синьйор Доппо
- Сельма Вас Діас — синьйора Доппо
- Кетрін Лейсі — монахиня

## Робота над фільмом
Сценарій фільму не зовсім відповідає літературному першоджерелу. В оригіналі старенька не є шпигункою, просто володіє інформацією, в поширенні якої не зацікавлена місцева влада. Айріс відчуває помутніння свідомості через сонячний удар, а не через падіння на неї ящика з квітами. Протягом усього роману поїзд не зупиняється. Відсутня в книзі і фінальна перестрілка.
Права на екранізацію роману «Колесо крутиться» належали продюсеру Едварду Блеку. У 1936 році режисура була доручена Рою Вільяму Нілу, і знімальна група виїхала в Югославію. Перші зняті кадри фільму «Пропала дама» (The Lost Lady) зображували марширування солдатів, що наступають на зграю гусей, які борсаються у воді. Югославська влада побачила в цьому образу честі національної армії, конфіскувала сценарій, а знімальну групу вислали з країни. Після цього виробництво фільму було зупинено на 2 роки.
Продовжив його вже Альфред Гічкок, якого зацікавило те, як, керуючись егоїстичними мотивами, які охопили їх у цю мить, пасажири поїзда відмовляються допомогти головній героїні. Він змінив назву, доручив дружині внести корективи в початок і в кінцівку сценарію, наситив кульмінаційні сцени саспенсом, пропустив через весь фільм звуковий лейтмотив пронизливого, що нагадує жіночий крик, гудка поїзда. Для посилення гостросюжетності Гічкок часто показує глядачеві те, що ще не бачать його герої (наприклад, напис на вікні поїзда, на котрий якийсь час не звертають уваги співрозмовники, що сидять поруч).
Фільм знімався на скромний бюджет в ізлінгтонському павільйоні студії Gainsborough Pictures. Це був найменший майданчик студії, довжиною близько 30 метрів. У павільйоні стояв один справжній вагон, а альпійські декорації були згенеровані шляхом рір-проєкції. Знімальна група також виїжджала для зйомок в графство Гемпшир, на територію військового містечка в Лонгмурі.

## Політичний підтекст
У кінознавчій літературі фільм часто інтерпретується як алегорія політики умиротворення агресора, яка проводилася правлячими колами Великої Британії в той час, коли проходили зйомки. Багато британців, показані у фільмі, з міркувань дріб'язкового егоїзму закривають очі на зловісні події, що відбуваються в Центральній Європі, — до тих пір, поки власні апатія і пасивність не ставлять під загрозу їхні життя. Характерна постать юриста, який, кидаючи співвітчизників у біді, виходить назустріч ворогам з білим прапором в руці — і отримує від них кулю в серце.

## Успіх
Комедійний трилер «Леді зникає» мав великий успіх у англійської публіки і став найкасовішим проектом національної кіноіндустрії. Майкл Редгрейв, виконавець головної чоловічої ролі, відразу став одним із найбільш затребуваних акторів Британії. Англійській публіці особливо полюбилася парочка невдах, любителів крикета, Чартерс і Колдікотт, які почали з'являтися у фільмах інших режисерів (наприклад, у кіноальманаху «Глибокої ночі») і про яких в 1985 році був знятий 6-серійний телефільм.
Успіх фільму дозволив Гічкоку підписати контракт з провідним голлівудським кіномагнатом Девідом Сельцником і продовжити свою кар'єру в США.

## Рімейки
- Леді зникає (фільм, 1979) — режисер Ентоні Пейдж
- Леді зникає (фільм, 2013) — режисер Дермуд Ловренс